# 8e division d'infanterie (Empire allemand)
Pour les articles homonymes, voir 8e division d'infanterie.
La 8e division d'infanterie est une unité de l'armée allemande qui participe aux guerres austro-prussienne de 1866 et franco-allemande de 1870. Elle combat également lors de la Première Guerre mondiale. En 1914, elle fait partie du 4e corps d'armée et participe au mouvement d'enveloppement de l'aile gauche alliée en combattant à Solesmes et à Guise. Elle participe ensuite à la bataille de la Marne, puis à la course à la mer. Durant la presque totalité du conflit, la 8e division combat sur les front de l'Artois et des Flandres. Elle participe également aux combats lors de la bataille de la Somme. En 1918, elle participe aux offensives de printemps lors de la bataille de la Lys, puis durant l'été et l'automne 1918 réalise des combats défensifs. Au cours de l'année 1919, la division est dissoute.

## Guerre austro-prussienne de 1866 et Guerre franco-allemande de 1870

### Composition en 1866
- 15e brigade d'infanterie, Julius von Bose

31e régiment d'infanterie, colonel Louis von Freyhold
71e régiment d'infanterie, le colonel Karl von Avemann (de)
- 16e brigade d'infanterie, Leopold von Stuckrad

72e régiment d'infanterie (de), colonel Bruno Neidhardt von Gneisenau
4e bataillon de chasseurs à pied
- Division de cavalerie 6e régiment d'uhlans (de), lieutenant-colonel Ferdinand August von Langermann und Erlencamp (de)

### Composition en 1870
- 15e brigade d'infanterie

31e régiment d'infanterie
71e régiment d'infanterie
- 16e brigade d'infanterie

86e régiment de fusiliers (de)
96e régiment d'infanterie
- 12e régiment de hussards

### Historique
La 8e division d'infanterie participe à la guerre austro-prussienne de 1866 et combat à la bataille de Sadowa. Lors de la guerre franco-allemande de 1870, la 8e division est engagée lors des batailles de Beaumont et Sedan et lors du siège de Paris.

## Première Guerre mondiale

### Composition
Le recrutement de la division provient de la province de Saxe, du duché d'Anhalt et d'une partie de la province de Thuringe.

#### Temps de paix, début 1914
- 15e brigade d'infanterie (Halle)

36e régiment de fusiliers (Halle) et (Bernbourg)
93e régiment d'infanterie (Dessau) et Zerbst
- 16e brigade d'infanterie (Torgau)

72e régiment d'infanterie (de) (Torgau), (Eilenburg) et (Bernbourg)
153e régiment d'infanterie (Altenbourg) et (Mersebourg)
- 8e brigade de cavalerie (Halle)

7e régiment de cuirassiers (Halberstadt) et (Quedlinbourg)
12e régiment de hussards (Torgau)
- 8e brigade d'artillerie de campagne (Halle)

74e régiment d'artillerie de campagne (Torgau) et (Wittemberg)
75e régiment d'artillerie de campagne (Halle)

#### Mobilisation en août 1914
- 15e brigade d'infanterie

36e régiment de fusiliers
93e régiment d'infanterie
4e bataillon de chasseurs à pied
- 16e brigade d'infanterie

72e régiment d'infanterie
153e régiment d'infanterie
3e escadron du 10e régiment de hussards (de)
- 8e brigade d'artillerie de campagne

74e régiment d'artillerie de campagne de Torgau
75e régiment d'artillerie de campagne de Mansfeld
2e et 3e compagnies du 4e bataillon du génie magdebourgeois (de)

#### 1915 - 1916
- 16e brigade d'infanterie

72e régiment d'infanterie
93e régiment d'infanterie
153e régiment d'infanterie
- 8e brigade d'artillerie de campagne

74e régiment d'artillerie de campagne de Torgau
75e régiment d'artillerie de campagne de Mansfeld
- 3 escadrons du 10e régiment de hussards
- 2e compagnie du 4e bataillon de pionniers magdebourgeois

#### 1917
- 16e brigade d'infanterie

72e régiment d'infanterie
93e régiment d'infanterie
153e régiment d'infanterie
- 8e commandement d'artillerie divisionnaire

74e régiment d'artillerie de campagne de Torgau
- 3 escadrons du 10e régiment de hussards
- 2e compagnie du 4e bataillon de pionniers magdebourgeois

#### 1918
- 16e brigade d'infanterie

72e régiment d'infanterie
93e régiment d'infanterie
153e régiment d'infanterie
- 8e commandement d'artillerie divisionnaire

74e régiment d'artillerie de campagne de Torgau
1er bataillon de réserve du 1er régiment d'artillerie à pied
- 118e bataillon de pionniers
- 5 escadrons du 10e régiment de hussards

### Historique
Avec la 7e division d'infanterie, la 8e division d'infanterie forme le IVe corps d'armée, subordonnée à la Ire armée allemande.

#### 1914
- 15 - 26 août : entre en Belgique le 15 août, atteint Louvain le 19, Bruxelles le 20 août. Avec la 7e division d'infanterie participe au mouvement d'enveloppement de l'aile gauche alliée.
- 26 août - 6 septembre : 26 août engagée dans la bataille du Cateau, combat à Solesmes, du 28 au 30 août impliquée dans les combats sur la Somme (bataille de Guise). Poursuite des troupes alliées, atteint Coulommiers le 6 septembre.
- 6 septembre - 13 septembre : engagée à partir du 6 septembre dans la bataille de la Marne, mouvement vers le nord puis participe aux combats lors de la bataille de l'Ourcq vers Lizy-sur-Ourcq[2]. À partir du 9 septembre, début du repli vers l'Aisne et Soissons.
- 13 - 28 septembre : engagée dans la bataille de l'Aisne contre l'aile gauche du BEF au nord de Soissons, combats à Cuffies, Chavigny, Pasly[2].
- 28 septembre - 13 octobre : la division avec le IVe corps d'armée sont transférés à la VIe armée allemande pour combattre en Artois. Engagée dans la bataille d'Arras.
- 13 octobre 1914 - 5 mai 1915 : occupation et organisation d'un secteur dans la région de Monchy-au-Bois.

#### 1915
- 6 mai - 25 juin : retrait du front, mise en réserve de l'armée dans la région de Douai. La division passe à trois régiments d'infanterie avec le transfert du 36e régiment de fusiliers à la 113e division d'infanterie[2]. À partir du 30 mai, engagée dans la Bataille de l'Artois dans le secteur de Souchez et s'oppose aux attaques françaises.
- 26 juin - 24 septembre : occupation et organisation des positions. Début septembre, la division est relevée ; mise en réserve de l'armée dans les environs de Tourcoing et Roubaix.
- 25 septembre - 13 octobre : engagée dans la bataille de Loos, durant cette bataille la division subit de lourdes pertes.
- 14 octobre 1915 - 3 juillet 1916 : la division occupe un secteur devant Loos ; durant cette période aucun engagement sérieux n'est à noter. Le 3 juillet retrait du front.

#### 1916
- 3 juillet - 6 août : mouvement en direction de la Somme. Engagée à partir du 14 juillet dans la bataille de la Somme, combat sur la crête de Bazentin et à Longueval lors des combats au bois Delville. Au cours de ces combats les pertes sont extrêmement lourdes. Retrait du front à la fin juillet ; mouvement vers la région de Valenciennes.
- 6 août - 18 septembre : occupation d'un secteur dans une zone calme dans la région d'Arras.
- 19 septembre - 7 octobre : mouvement vers la Somme, à nouveau engagée dans la bataille ; combat dans le secteur de Thiepval et Courcelette[3].
- 7 octobre 1916 - 2 avril 1917 : retrait du front, mouvement vers le nord. La division occupe un secteur au nord-est de Loos. Durant l'hiver, pas de combats importants mais de nombreuses escarmouches avec les troupes britanniques.

#### 1917
- 2 avril - 20 mai : engagée dans la bataille d'Arras.
- 21 mai - 5 août : occupation et organisation d'un secteur près de Lens et subit de violents tirs d'artillerie. Retrait du front le 5 août.
- 6 août - 26 septembre : mouvement vers Rethel, puis stationnement dans la région de Semide. À partir du 15 août, occupation d'un secteur en Champagne dans la région de la butte du Mesnil.
- 27 septembre - 3 décembre : retrait du front puis mouvement vers Bouziers. À partir du 4 octobre, engagée dans la Bataille de Passchendaele, occupation d'un secteur vers Bécelaere, puis à partir du 9 octobre vers Hollebeke.
- 4 décembre 1917 - 31 janvier 1918 : occupation d'un secteur vers Hollebeke, relève par la 17e division de réserve[2], le 31 janvier 1918.

#### 1918
- 1er février - 7 mars : stationnement dans la région de Courtrai ; repos et instruction.
- 7 mars - 11 avril : en ligne dans le secteur de Zandvoorde.
- 11 - 23 avril : engagée dans la bataille de la Lys dans le secteur ouest de Merville et capture la ville. Le 23 avril, la division passe en seconde ligne.
- 23 avril - 15 mai : mouvement vers Canteleu (un quartier de Lille) ; repos. Puis mouvement et repos au nord du mont Kemmel à partir du 12 mai.
- 15 mai - 18 septembre : occupation d'un secteur au sud d'Ypres.

1er - 26 juillet : repos dans la région de Courtrai.
26 juillet - 18 septembre : occupation d'un secteur au sud d'Ypres.
- 18 septembre - 14 octobre : retrait du front, mouvement par étape et relève du Corps alpin à Vendhuile le 23 septembre. Combats défensifs à Aubencheul-aux-Bois, à Villers-Outréaux, puis début octobre à Maretz et Clary, après de nombreuses pertes dont 400 prisonniers, la division est relevée[2].
- 14 - 22 octobre : stationnement et repos dans la région de Guise.
- 22 octobre - 11 novembre : en ligne dans la région du Cateau, retraite à partir du 1er novembre ; la division est signalée au nord de Maulde le 5 novembre. Après l'armistice, la division est déplacée en Allemagne où elle est dissoute au cours de l'année 1919.

## Chefs de corps
| Grade                        | Nom                                       | Date                                 |
| ---------------------------- | ----------------------------------------- | ------------------------------------ |
| Generalleutnant              | Friedrich Wilhelm von Jagow               | 5 novembre 1816 - 29 octobre 1825    |
| Generalleutnant              | Ernst Ludwig von Tippelskirch             | 30 octobre 1825 - 29 janvier 1827    |
| Generalleutnant              | Oldwig von Natzmer                        | 30 janvier 1827 - 29 mars 1832       |
| Generalleutnant              | Karl Georg von Loebell                    | 30 mars 1832 - 29 mars 1840          |
| Generalmajor/Generalleutnant | August von Hedemann                       | 30 mars 1840 - 4 mars 1848           |
| Generalmajor/Generalleutnant | Ferdinand von Voß-Buch                    | 5 mars 1848 - 27 mars 1854           |
| Generalmajor/Generalleutnant | Eduard von Schlegel (de)                  | 6 avril 1854 - 20 novembre 1858      |
| Generalmajor/Generalleutnant | Karl Albert von Rudolphi (de)             | 21 novembre 1858 - 5 mai 1862        |
| Generalleutnant              | August Wilhelm von Horn                   | 6 mai 1862 - 20 juillet 1866         |
| Generalleutnant              | Alexander von Schoeler                    | 21 juillet 1866 - 22 mai 1871        |
| Generalleutnant              | Hans von Schachtmeyer                     | 23 mai 1871 - 24 mai 1875            |
| Generalleutnant              | Louis von Rothmaler                       | 25 mai 1875 - 4 août 1880            |
| Generalleutnant              | Georges-Albert de Schwarzbourg-Rudolstadt | 5 août - 24 septembre 1880           |
| Generalleutnant              | Georg Karl von Brandenstein               | 25 septembre 1880 - 15 novembre 1882 |
| Generalleutnant              | Wilhelm von Grolman                       | 16 novembre 1882 - 16 avril 1888     |
| Generalleutnant              | Maximilian von Versen                     | 17 avril 1888 - 5 avril 1889         |
| Generalleutnant              | Wilhelm von Blume                         | 6 avril 1889 - 28 août 1891          |
| Generalleutnant              | Hugo von Oidtman (de)                     | 29 août 1891 - 17 avril 1895         |
| Generalleutnant              | Viktor von Mikusch-Buchberg (de)          | 18 avril 1895 - 4 avril 1898         |
| Generalleutnant              | Julius Heinrich von Gemmingen-Steinegg    | 5 avril 1898 - 24 mars 1899          |
| Generalleutnant              | Cécil von Renthe-Fink (de)                | 25 mars 1899 - 17 mai 1901           |
| Generalleutnant              | Maximilian von Prittwitz                  | 18 mai 1901 - 23 avril 1906          |
| Generalleutnant              | Maximilian von Roehl (de)                 | 24 avril 1906 - 21 mars 1910         |
| Generalleutnant              | Albert von Werder (de)                    | 22 mars 1910 - 18 novembre 1912      |
| Generalleutnant              | Georg Karl August Hildebrandt             | 19 novembre 1912 - 19 mars 1915      |
| General der Infanterie       | Ernest II de Saxe-Altenbourg              | 20 mars - 30 mai 1915                |
| Generalmajor                 | Thilo von Hanstein                        | 1er juin 1915 - 3 avril 1916         |
| General der Infanterie       | Ernest II de Saxe-Altenbourg              | 4 avril - 30 août 1916               |
| Generalleutnant              | Arthur Hamann                             | 31 août 1916 - 31 mars 1919          |